# Quixelô
Quixelô är en kommun i Brasilien.   Den ligger i delstaten Ceará, i den östra delen av landet, 1 400 km nordost om huvudstaden Brasília. Antalet invånare är 15 000. Arean är 560 kvadratkilometer.
Terrängen i Quixelô är huvudsakligen platt, men österut är den kuperad.
Runt Quixelô är det ganska glesbefolkat, med 32 invånare per kvadratkilometer.